# Paulinerkopf
Paulinerkopf är en bergstopp i Österrike, på gränsen till Schweiz. Den ligger i den västra delen av landet, 500 km väster om huvudstaden Wien. Toppen på Paulinerkopf är 2 844 meter över havet, eller 311 meter över den omgivande terrängen. Bredden vid basen är 3,0 km.
Terrängen runt Paulinerkopf är bergig åt nordväst, men åt sydost är den kuperad. Runt Paulinerkopf är det mycket glesbefolkat, med 5 invånare per kvadratkilometer.. Närmaste större samhälle är Pfunds, 18,3 km öster om Paulinerkopf. 
Trakten runt Paulinerkopf består i huvudsak av gräsmarker.